# Comitê Nacional para os Refugiados
O Comitê Nacional para os Refugiados (CONARE)  é um órgão colegiado, vinculado ao Ministério da Justiça e Segurança Pública, que delibera sobre as solicitações de reconhecimento da condição de refugiado no Brasil.  Na Lei nº 9.474, de 22 de julho de 1997, que o criou, está assim definido, no Art. 11: "órgão de deliberação coletiva, no âmbito do Ministério da Justiça". 
O refúgio é uma proteção legal oferecida pelo Brasil para cidadãos de outros países que estejam sofrendo perseguição por motivos de raça, religião, nacionalidade, grupo social ou opiniões políticas, ou ainda, que estejam sujeitos, em seu país, a grave e generalizada violação de direitos humanos.
Publicada em julho de 2019, a quarta edição da publicação Refúgio em Números apontou que 161.057 solicitações estavam em trâmite em 2 de janeiro de 2019 no Brasil. Além disso, revelou o número total cumulativo de refugiados reconhecidos no Brasil: 11.231. Em 2017 eram 10.145. Apenas em 2018, 1.086 pessoas foram reconhecidas como refugiadas pelo CONARE contra 587 do ano anterior. No total, o Brasil recebeu mais de 80 mil solicitações de refúgio no ano passado, um aumento de 240% em relação a 2017, sendo 61.681 provenientes de venezuelanos.

## Competências
Segundo a Lei nº 9.474, Art. 12, compete ao órgão: 
I - analisar o pedido e declarar o reconhecimento, em primeira instância, da condição de refugiado;
II - decidir a cessação, em primeira instância, ex officio ou mediante requerimento das autoridades competentes, da condição de refugiado;
III - determinar a perda, em primeira instância, da condição de refugiado;
IV - orientar e coordenar as ações necessárias à eficácia da proteção, assistência e apoio jurídico aos refugiados;
V - aprovar instruções normativas esclarecedoras à execução desta Lei.

## Composição
O Comitê, com sede em Brasília, era inicialmente, de acordo com a  Lei nº 9.474, Art. 14, composto por representantes dos seguintes órgãos: Ministério da Justiça; Ministério das Relações Exteriores; Ministério do Trabalho; Ministério da Saúde; Ministério da Educação; Departamento de Polícia Federal; um representante de organização não-governamental, que se dedique a atividades de assistência e proteção de refugiados no País e o Alto Comissariado das Nações Unidas para os Refugiados – ACNUR.
A Portaria nº 854, de 03 de dezembro de 2019, mudou sua sua composição para: 
- Ministério da Justiça e Segurança Pública (MJ), que preside o Comitê
- Ministério das Relações Exteriores (MRE)
- Ministério da Economia (ME)
- Ministério da Saúde (MS)
- Ministério da Educação (MEC)
- Polícia Federal (PF)
- Sociedade Civil (em setembro de 2020 eram os representantes da Caritas RJ e da Caritas SP)
- Alto Comissariado das Nações Unidas para Refugiados (ACNUR)

## Funcionamento
O solicitante de refúgio tem um parecer elaborado por um servidor público do Ministério da Justiça e Segurança Pública, sendo a aprovação da condição competência do Conare. O órgão realiza reuniões periódicas, que não excedem intervalos de 60 dias, para fazer as aprovações.
Com base na entrevista realizada com o solicitante de reconhecimento da condição de refugiado, pesquisa de país de origem e demais elementos apresentados para a comprovação de fundado temor de perseguição no país de origem um parecer é elaborado por um servidor público do Ministério da Justiça e Segurança Pública. O documento serve de embasamento para a decisão de cada caso, entretanto, vale ressaltar que a decisão sobre as solicitações compete ao CONARE, que pode acatar, ou não, o parecer opinativo elaborado pelo servidor e pela Coordenação-Geral do Conare. 